# Lenguaje de mi piel
«Lenguaje de mi piel» es una exitosa canción interpretada por la banda colombiana de heavy metal Kraken, que está incluida en su segundo álbum de estudio titulado Piel de cobre (1993).

## Origen y significado
La canción fue escrita por Elkin Ramírez (líder de la banda); rápidamente esta se convertiría en un éxito musical, encabezando nuevamente las listas radiales juveniles y alternas a nivel nacional y llegando posteriormente al top 10 en la lista internacional del Word Chart hispanoamericano, por tres semanas consecutivas, selección editada desde Los Ángeles (California en 1994).
La letra aborda la soledad y la melancolía que acompañan a la ausencia de un ser querido. La piel, como frontera última entre el individuo y el mundo exterior, se convierte en el vehículo a través del cual se siente la presencia de la otra persona, incluso a pesar de su ausencia.

## Lista de canciones

### CD - Promo[7]
| Lenguaje de mi piel — Single |                       |          |  |
| N.º                          | Título                | Duración |  |
| 1.                           | «Lenguaje de mi piel» | 4:17     |  |
| 2.                           | «Siempre»             |          |  |

## Posiciones en las listas
| Listas (1992)                             | Posición |
| ----------------------------------------- | -------- |
| Estados Unidos Billboard Hot Latin Tracks | 94       |

## Premios y nominaciones
| Año  | Publicación | País | Lista                                 | Puesto |
| ---- | ----------- | ---- | ------------------------------------- | ------ |
| 2006 | Alborde     | EUA  | 500 canciones del Rock Iberoamericano | 124°   |